# Alexandre Wolkonsky
Le prince Alexandre Wolkonsky ou Volkonski (en russe : Александр Михайлович Волконский, Alexandre Mikhaïlovitch Volkonski), né le 25 avril 1866 dans le gouvernement de Saint-Pétersbourg et mort le 18 octobre 1934 à Rome, est un aristocrate russe qui fut officier de l'armée impériale, prêtre catholique et œuvra pour l'uniatisme.

## Biographie

### Famille
Le prince Wolkonsky est le frère des princes Serge, Pierre, Wladimir et Grigory Wolkonsky qui, chacun à leur manière, marquèrent la société cultivée de leur époque. Son grand-père est le fameux dékabriste, le prince Serge Grigoriévitch Wolkonsky (1788-1865), exilé en Sibérie, son père, le prince Michel Sergueïévitch Wolkonsky (1832-1909), est Oberhofmeister (grand-maître de la cour) et membre du conseil d'État, qui a épousé sa cousine, la princesse Élisabeth Grigoriévna Wolkonsky (1839-1897). Celle-ci est la petite-fille du comte de Benckendorff, héros des guerres napoléoniennes, et propagatrice de l'uniatisme, c'est-à-dire de l'orthodoxie rattachée à Rome. Elle se convertit donc au catholicisme de rite byzantin dans l'Église grecque-catholique russe, sous le règne d'Alexandre III et devient théologienne.
Le prince Alexandre Wolkonsky épouse la princesse Eugénie Petrovna Wassiltchikov, fille d'un Hofmeister à la cour et elle-même ancienne demoiselle d'honneur de l'impératrice. De cette union, sont issus trois fils, Daniel, Nikita et Wladimir et une fille, Marie.

### Éducation
Alexandre Wolkonsky est diplômé de la faculté de Droit de l'université de Saint-Pétersbourg. Il réussit son examen de sortie de l'École de cavalerie Nicolas et de l'académie militaire Constantin (1890). Il termine avec succès deux sessions à l'académie d'état-major Nicolas (1896) et suit des cours complémentaires en 1900 qui mènent sa carrière à l'état-major.

### Officier de la garde
Le prince Wolkonsky sert à partir de 1889 dans le prestigieux régiment de la cavalerie de la garde impériale. Il est sous-officier en 1890, junker-étendart en novembre 1890, cornette le 28 décembre 1890, lieutenant le 30 août 1894. Il est envoyé en Perse en 1895 auprès de la mission diplomatique extraordinaire, puis à Pékin en 1897 à la légation russe. Il rédige un document confidentiel à ses supérieurs intitulé De la nécessité de renforcer notre position stratégique en Extrême-Orient qui évoque la possibilité d'un conflit avec le Japon et constate le manque de préparation de la Russie. Il est envoyé en 1898 au Turkestan.

### Officier d'état-major
Wolkonsky est nommé capitaine de cavalerie d'état-major en 1900. Il prend part en Chine à la campagne contre la révolte des Boxers en 1900-1901 dans la plaine du Pétchéli (province de Pékin) dans le régiment du même nom. Il est capitaine en 1901 à l'état-major de la 5e division d'infanterie et, de septembre 1901 à octobre 1902, il est commandant de l'escadron du 3e régiment de dragons de Soumi (Finlande). De 1902 à 1905, il sert à l'état-major général et remplit des fonctions d'enquêtes et de statistiques sur l'état des forces armées étrangères, c'est-à-dire des fonctions de renseignement.
Le prince publie à la fin de l'année 1904 un article critique dans le Novoïe Vremia  (Temps Nouveau) qui déplore la conduite de la guerre russo-japonaise du côté russe et qui provoque des réactions négatives de la part de ses supérieurs. De mai à août 1905, il est chef de la 8e section d'état-major de commandement de la flotte du Pacifique et à partir de mai 1906, il est chargé à l'état-major général d'analyser les données et la situation militaire des pays asiatiques. Il est partisan du refus d'engager l'armée dans les affaires de la politique, ce qu'il exprime dans une brochure intitulée L'armée et l'état de droit. Il rédige aussi en décembre 1906 une analyse, Sur la situation politico-militaire actuelle en Russie, qui prône le renforcement du conseil de la défense nationale (Soviet Gossoudartsvenoï Oborony) commandé par le grand-duc Nicolas, oncle de l'empereur. Il défend encore ce point de vue dans une brochure publiée sous le pseudonyme de Volguine en 1907 À propos de l'armée. Le prince est aussi partisan de supprimer certains reports en fonction des études, et de simplifier la mobilisation, etc. Il sert à la chancellerie du conseil de la défense nationale, à partir de 1907.

### Agent militaire en Italie
Le prince est envoyé en février 1908 en Italie en tant qu'agent militaire. Il est l'auteur d'enquêtes sur l'état des forces armées en Italie (alliée de l'Empire allemand au sein de la Triplice) et il est nommé colonel d'état-major en avril. Il a plusieurs contacts (en particulier des agents sous les noms de code de Perino et Revelli (ce dernier exerce dans les forces armées italiennes pendant les deux conflits mondiaux) qui lui fournissent des renseignements intéressants.
Il est nommé Flügeladjutant, c'est-à-dire aide-de-camp de l'empereur. En 1912, il se trouve à Saint-Pétersbourg au moment des festivités commémorant le centenaire de la Guerre patriotique de 1812 (nom donné en Russie aux campagnes contre Napoléon). Il refuse alors ostensiblement de soutenir l'adresse au nom de Nicolas II, dans laquelle l'empereur est présenté traditionnellement comme autocrate de toutes les Russies. Le prince considère en effet que, depuis le manifeste du 17 octobre 1905, l'empereur doit être un souverain constitutionnel. Wolkonsky essuie les critiques de ses supérieurs qui lui conseillent vivement de donner sa démission, ce qu'il fait sous prétexte de raisons de santé. Il est mis à la retraite et pensionné.

### Retour au service
Le prince reprend du service au début de la Première Guerre mondiale en tant que colonel des forces de réserve (opoltchenié) et chef d'état-major de la 12e brigade de réserve de Théodosie en Crimée. Il est aussi épisodiquement entre 1915 et 1917 agent militaire à Rome.

### Émigré
Le prince est forcé d'émigrer après la Révolution d'Octobre. Il entretient des rapports étroits avec le général Wrangel. Il écrit des articles dans les journaux de l'émigration russe, fait paraître des analyses politiques, s'oppose aux mouvements nationalistes ukrainiens soutenus et financés par l'Allemagne. Son essai Vérité historique et propagande ukrainienne (1920) a été rééditée à Moscou en 1998 au sein de l'ouvrage Le séparatisme ukrainien en Russie. Idéologie de la scission nationale. Il écrit aussi un livre historique Le nom de la Russie avant la période mongole (1929), ainsi que différents essais comme En quoi consiste le plus grand danger ?  (1929), Petit Russien et Ukrainien (1929).

### Prêtre
Le prince Wolkonsky passe officiellement à l'uniatisme, c'est-à-dire au catholicisme byzantin dans les années 1920. Celui-ci conserve les rites de l'orthodoxie, selon les vues du concile de Florence. Le prince poursuit des études de théologie et il est ordonné prêtre par l'exarque de Sofia, Mgr Cyrille Kourtev, le 6 juillet 1930. Alexandre Wolkonsky s'occupe de la communauté uniate de Rome et rédige une étude historique, qui garde toujours son actualité aujourd'hui, Catholicisme et tradition orientale qui sera publiée en 1933-1934 à Paris (trois rééditions) et à nouveau en 1992 à Jovkva.
Le prince fait aussi partie de la commission Pro Russia à Rome, enseigne le russe et d'autres langues slaves, à l'institut pontifical oriental.
Il meurt à Rome, le 18 octobre 1934, et il est enterré à la crypte de la chapelle du collegium grec du cimetière de Campo Verano. Sa tombe a disparu aujourd'hui.